# Narthecophora
Narthecophora là một chi bướm đêm thuộc họ Noctuidae.

## Loài
- Narthecophora pulverea Smith, 1900